# Huwajdżat Halawa
Huwajdżat Halawa – miejscowość w Syrii, w muhafazie Ar-Rakka, w dystrykcie As-Saura. W 2004 roku liczyła 1651 mieszkańców.